# Walter Salles
Walter Moreira Salles Júnior OMC (Rio de Janeiro, 12 de abril de 1956) é um diretor e produtor brasileiro. Figura importante do Cinema de Retomada no Brasil, Salles é amplamente considerado um dos maiores cineastas brasileiros de todos os tempos. Entre seus reconhecimentos, seus filmes ganharam um Oscar, três prêmios no Festival de Cannes, três prêmios no Festival de Veneza, dois British Academy Film Awards, um Urso de Ouro e um Globo de Ouro, além de outras três indicações ao Oscar.
Ele se tornou conhecido internacionalmente por seu filme Central do Brasil (1998), que recebeu duas indicações ao Oscar de Melhor Filme Estrangeiro e Melhor Atriz para Fernanda Montenegro. Seus trabalhos subsequentes incluem Abril Despedaçado (2001), Diários de Motocicleta (2004), Água Negra (2005) e Na Estrada (2012). Enquanto seu filme aclamado pela crítica Ainda Estou Aqui (2024), recebeu uma rara indicação dupla de Melhor Filme e Melhor Filme Internacional, vencendo esta última, tornando-se o primeiro filme brasileiro a conquistar ambas realizações.
Herdeiro do Itaú Unibanco, com uma fortuna avaliada em 4,2 bilhões de dólares (cerca de 25,6 bilhões de reais), Salles é o terceiro cineasta mais rico do mundo.

## Juventude
Salles nasceu em 12 de abril de 1956, no Rio de Janeiro, e estudou na Escola de Artes Cinematográficas da Universidade do Sul da Califórnia. Ele é filho do banqueiro, político e filantropo brasileiro Walter Moreira Salles.

## Carreira

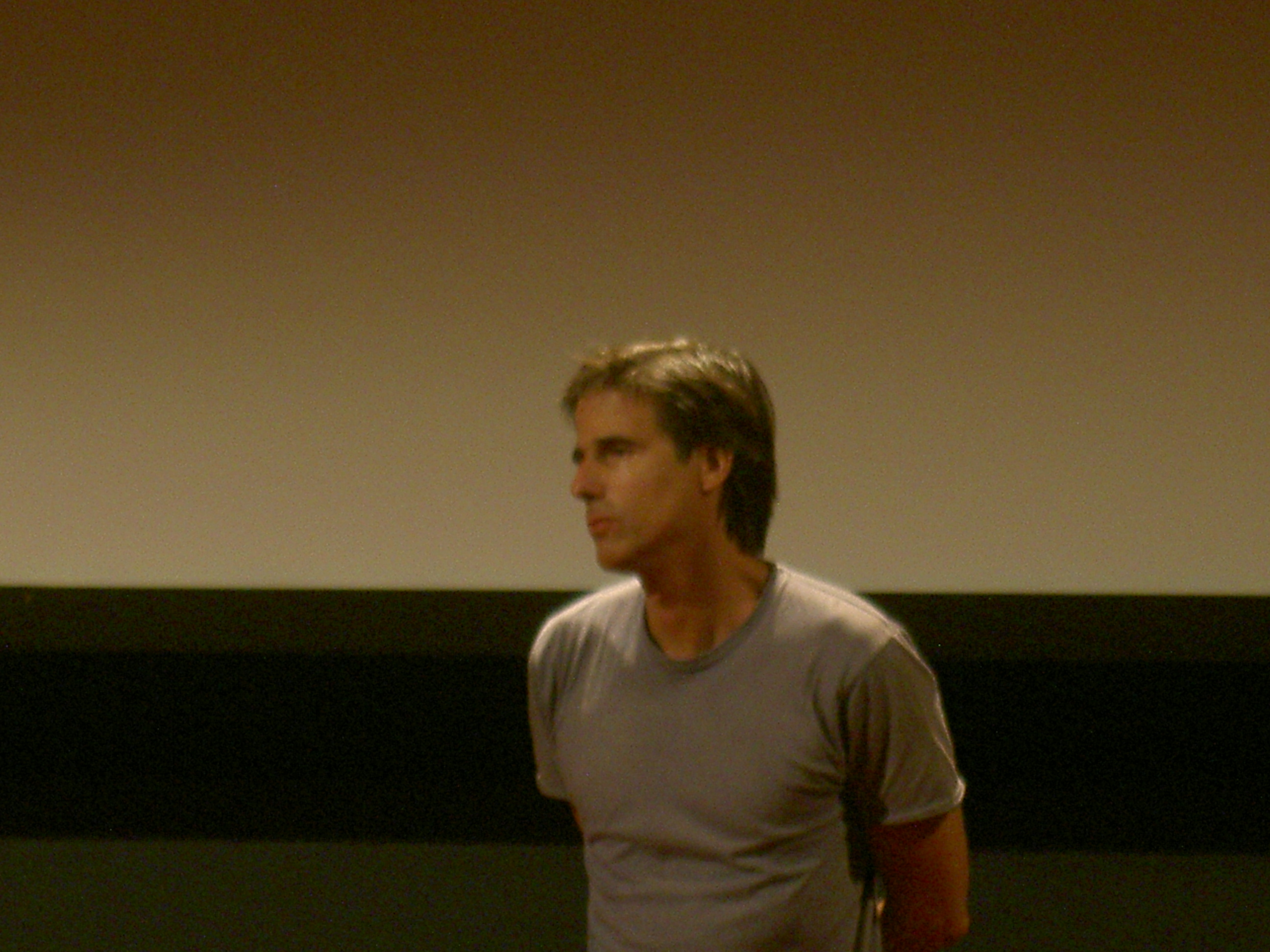
Sales em 2005

O primeiro filme notável de Salles foi Terra Estrangeira, lançado no Brasil em 1995. Localmente, foi amplamente aclamado pela crítica cinematográfica e um pequeno sucesso de bilheteria, além de ter sido selecionado por mais de 40 festivais de cinema no mundo todo. Em 1998, lançou Central do Brasil, que recebeu grande aclamação internacional e duas indicações ao Oscar, de Melhor Atriz Principal (Fernanda Montenegro) e Melhor Filme Estrangeiro. Salles ganhou o Globo de Ouro de Melhor Filme Estrangeiro, tornando-se o primeiro brasileiro a ganhar um Globo de Ouro.
Em 2001, Abril Despedaçado, baseado em romance do autor albanês Ismail Kadare e estrelado por Rodrigo Santoro, foi indicado ao Globo de Ouro de Melhor Filme Estrangeiro. Salles disse: "... houve um livro que ressoou a ponto de eu não conseguir esquecê-lo. E esse foi Abril Despedaçado, de Ismail Kadare. O livro foi entregue a mim pelo meu irmão mais novo, que disse: 'Se eu conheço você bem, isso vai te tocar.' ... O que realmente me impressionou foi a oposição entre a violência atávica descrita no livro e a possibilidade dessa violência ser superada pela descoberta da poesia e da literatura e, finalmente, pelo amor fraternal."
Em 2003, Salles foi eleito um dos 40 melhores diretores do mundo pelo The Guardian. Seu maior sucesso internacional foi Diários de Motocicleta, um filme de 2004 sobre a vida do jovem Ernesto Guevara, que mais tarde ficou conhecido como Che Guevara. Foi a primeira incursão de Salles como diretor de um filme em uma língua diferente de seu português nativo (espanhol, neste caso) e rapidamente se tornou um sucesso de bilheteria na América Latina e na Europa. Ganhou o Prêmio do Júri Ecumênico e o Prêmio François Chalais no Festival de Cinema de Cannes.
Em 2005, Salles lançou seu primeiro filme de Hollywood, Água Negra, uma adaptação do filme japonês de mesmo nome de 2002. Ele também ajudou a produzir o filme argentino Hermanas, que foi um grande sucesso. Em 2006, Salles escreveu e dirigiu um segmento no filme francês Paris, je t'aime (francês para "Paris, eu te amo") com Daniela Thomas. O filme é uma coleção de 18 segmentos mais curtos feitos por 21 diretores diferentes e ambientados em diferentes distritos de Paris. O segmento de Salles era chamado Loin du 16 e (literalmente: Longe do 16º ) e acontecia no 16º arrondissement de Paris. Em 2007, Salles participou de um projeto semelhante chamado Cada um com seu próprio cinema (em francês: Chacun son cinéma) no 60º aniversário do Festival de Cinema de Cannes. Ele fez um segmento de três minutos chamado A 8.944 km de Cannes. Em 2008, Salles escreveu e dirigiu o filme Linha de Passe também com Daniela Thomas.

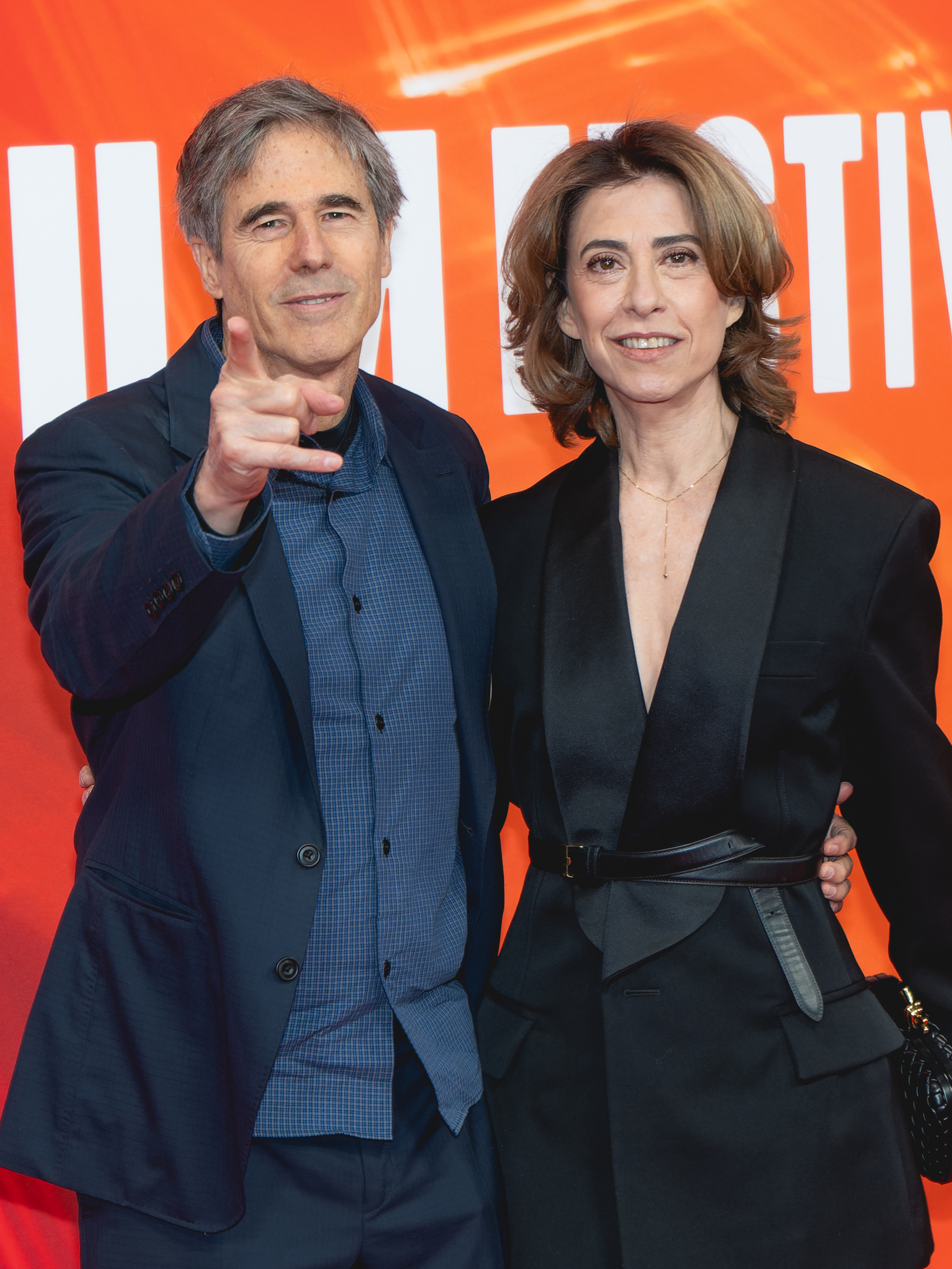
Salles e Fernanda Torres promovendo Ainda Estou Aqui no Festival de Cinema de Londres de 2024

Em 2012, Salles lançou a adaptação do roteiro de José Rivera de Na Estrada, de Jack Kerouac, com produção de Francis Ford Coppola. O filme foi indicado à Palma de Ouro no Festival de Cinema de Cannes de 2012. Em 2024, doze anos após seu último longa-metragem, Salles lançou Ainda Estou Aqui, baseado no livro homônimo de Marcelo Rubens Paiva; o filme aborda a prisão e o desaparecimento de Rubens Paiva em 1971, pai de Marcelo, durante a ditadura militar no Brasil. O filme foi indicado ao Leão de Ouro no 81º Festival Internacional de Cinema de Veneza e ao prêmio de Melhor Filme Estrangeiro no 82º Globo de Ouro, onde ganhou a categoria Melhor Atriz em Filme – Drama para Fernanda Torres, tornando-se a primeira atriz brasileira e lusófona a ganhar o Globo de Ouro de atuação.

## Vida pessoal

### Família
Desde 2005, é casado com a artista plástica Maria Klabin, herdeira do Grupo Klabin (maior exportador de papel do Brasil), com quem tem dois filhos: Vicente e Helena.

### Posicionamentos
Em 2009, Salles assinou uma petição em apoio ao diretor de cinema Roman Polanski, pedindo sua libertação depois que Polanski foi preso na Suíça em relação à acusação de 1977 por drogar e estuprar uma menina de 13 anos de idade.
Em dezembro de 2023, juntamente com outros 50 cineastas, Salles assinou uma carta aberta publicada no jornal Libération exigindo um cessar-fogo e o fim da matança de civis em meio à invasão israelense da Faixa de Gaza em 2023 e que um corredor humanitário para Gaza fosse estabelecido para ajuda humanitária e a libertação de reféns.

### Fortuna
Em 29 de janeiro de 2025, seu patrimônio líquido estimado era de 4,4 bilhões de dólares. Ele é o terceiro cineasta mais rico do mundo, atrás de Steven Spielberg (5,3 bilhões de dólares) e George Lucas (5,2 bilhões de dólares).

## Filmografia

### Longas
| Ano  | Título                 | Diretor | Roteirista | Produtor | Notas                               |                               |
| ---- | ---------------------- | ------- | ---------- | -------- | ----------------------------------- | ----------------------------- |
| 1991 | A Grande Arte          | Sim     | Não        | Não      |                                     |                               |
| 1995 | Socorro Nobre          | Sim     | Sim        | Não      | Curta-metragem                      |                               |
| 1995 | Terra Estrangeira      | Sim     | Sim        | Não      | Codirigido com Daniela Thomas       | Codirigido com Daniela Thomas |
| 1998 | Central do Brasil      | Sim     | Sim        | Sim      |                                     |                               |
| 1998 | O Primeiro Dia         | Sim     | Sim        | Não      | Codirigido com Daniela Thomas       |                               |
| 2001 | Abril Despedaçado      | Sim     | Sim        | Não      |                                     |                               |
| 2002 | Cidade de Deus         | Não     | Não        | Sim      |                                     |                               |
| 2004 | Diários de Motocicleta | Sim     | Não        | Não      |                                     |                               |
| 2005 | Água Negra             | Sim     | Não        | Não      |                                     |                               |
| 2006 | Paris, je t'aime       | Sim     | Sim        | Não      | Segmento: "Loin du 16e"             |                               |
| 2007 | Cada Um com Seu Cinema | Sim     | Não        | Não      | Segmento: "5,557 Miles From Cannes" |                               |
| 2008 | Linha de Passe         | Sim     | Não        | Sim      | Codirigido com Daniela Thomas       |                               |
| 2010 | In Search of the World | Sim     | Não        | Não      |                                     |                               |
| 2012 | Na Estrada             | Sim     | Não        | Sim      |                                     |                               |
| 2023 | The Movie Teller       | Não     | Sim        | Não      |                                     |                               |
| 2024 | Ainda Estou Aqui       | Sim     | Não        | Não      |                                     |                               |

### Curtas
| Ano  | Título                   | Diretor | Roteirista | Produtor | Notas                               |
| ---- | ------------------------ | ------- | ---------- | -------- | ----------------------------------- |
| 2017 | Where Has the Time Gone? | Sim     | Não        | Não      | Segmento: "When the Earth Trembles" |

### Televisão
| Ano  | Título                     | Diretor | Roteirista | Notas                     |
| ---- | -------------------------- | ------- | ---------- | ------------------------- |
| 1986 | Japão: Uma Viagem No Tempo | Sim     | Não        | 4 episódios               |
| 1995 | Un Siécle d'Écrivains      | Sim     | Não        | Episódio: "Jorge Armando" |
| 2019 | Irmãos Freitas             | Não     | Sim        | 8 episódios               |

### Documentários
| Ano  | Título                                       | Tema                 | Notas                                                           |
| ---- | -------------------------------------------- | -------------------- | --------------------------------------------------------------- |
| 1987 | Krajcberg: O Poeta Dos Vestígios             | Frans Krajcberg      |                                                                 |
| 1988 | Marisa Monte                                 | Marisa Monte         | Codirigido com Nelson Motta                                     |
| 1989 | Chico, ou O País Da Delicadeza Perdida       | Chico Buarque        | Codirigido com Nelson Motta                                     |
| 1995 | Antônio Carlos Jobim: An All-Star Tribute    | Antônio Carlos Jobim |                                                                 |
| 1999 | Somos Todos Filhos Da Terra                  | Adão Dãxalebaradã    | Codirigido com Kátia Lund, João Moreira Salles e Daniela Thomas |
| 2002 | Castanha E Caju Contra O Encouraçado Titanic |                      | Codirigido com Daniela Thomas e George Moura.                   |
| 2013 | Venice 70: Future Reloaded ‡                 | Festival de Veneza   |                                                                 |
| 2016 | Jia Zhang-ke by Walter Salles                | Jia Zhangke          |                                                                 |